# بينو ندولو
بينو ندولو (23 يناير 1950 - 22 فبراير 2021) محافظ بنك تنزانيا البنك المركزي للبلاد من 2008 إلى 2018. توفي في 22 فبراير 2021 من جراء كوفيد 19.

## الحياة االمهنية
كأستاذ في جامعة دار السلام في أوائل الثمانينيات قاد سلسلة من الندوات حول الأزمة الاقتصادية التي كانت تواجهها تنزانيا. قدم هذا العمل مساهمات مهمة في الإصلاحات الاقتصادية التي تم تنفيذها في النصف الثاني من الثمانينيات من قبل حكومة المرحلة الثانية. بعد ذلك عمل كخبير اقتصادي رئيسي في قسم الاقتصاد الكلي في البنك الدولي لشرق إفريقيا من مكتب تنزانيا القُطري. في تلك المهمة كان منخرطًا بشكل مباشر في برنامج الإصلاح للرئيس بنيامين مكابا وهو برنامج ساهم في أكثر من عقد من النمو الاقتصادي المستدام في تنزانيا. اشتهر بمشاركته في إنشاء وتطوير واحدة من أكثر شبكات البحث والتدريب فعالية في إفريقيا اتحاد الأبحاث الاقتصادية الأفريقية.
شغل في البداية منصب مدير البحوث ثم مديرًا تنفيذيًا لها فيما بعد. حصل على الدكتوراه الفخرية من المعهد الدولي للدراسات الاجتماعية في لاهاي عام 1997، تقديراً لمساهماته في بناء القدرات والبحث في إفريقيا. بعد حصوله على الدكتوراه حصل على درجة البكالوريوس في الاقتصاد من جامعة نورث وسترن في إيفانستون إلينوي، وقام بتدريس الاقتصاد ونشر على نطاق واسع حول النمو والتكيف والحوكمة والتجارة.
كان ندولو أستاذًا زائرًا في مدرسة بلافاتنيك الحكومية بجامعة أكسفورد من عام 2018 حتى وفاته في عام 2021. انخرط لأول مرة في جامعة أكسفورد في أواخر عام 2017 مع إنشاء لجنة مسارات الازدهار للتكنولوجيا والتنمية الشاملة، والتي كان مديرًا مشاركًا أكاديميًا لها جنبًا إلى جنب مع البروفيسور ستيفان ديركون. في عام 2020 أنهت اللجنة عملها وتطورت لتصبح المسارات الرقمية في برنامج أكسفورد، والذي كان ندولو مستشارًا أول فيه.